# Daniel Agostinho Faraco
Daniel Agostinho Faraco (Florianópolis, 29 de agosto de 1911 – Florianópolis, 22 de março de 2009) foi um político brasileiro.
Faraco estudou por toda sua infância em Florianópolis; no ensino fundamental estudou na instituição São José, enquanto no ensino médio estudou em outra escola,o Ginásio Catarinense. Seu primeiro emprego foi como funcionário do Banco do Brasil, em sua cidade natal, depois de ter passado em um concurso, no ano de 1928.
Após dois anos no Banco do Brasil, ele se mudou para a cidade de Lajeado, no estado do Rio Grande do Sul, para onde tinha sido transferido, e assim, se tornou gerente da agência do banco, que ele próprio ajudou a instalar na cidade.
No ano de 1945, depois dos militares terem derrubado o até então presidente Getúlio Vargas, Faraco, que fazia parte do pleito pelo Partido Social Democrático, se elegeu deputado pelo estado do Rio Grande do Sul à assembleia Nacional Constituinte.Após assumir a cadeira, ele colocou duas preocupações que tinha durante os trabalhos constituintes. A primeira delas, se baseava no planejamento econômico que estava ocorrendo na época. A segunda era sobre a integração social do trabalhador.
Devido a essas preocupações, Faraco decidiu tentar resolve esses problemas, apresentando duas emendas para o projeto de Constituição que foi proposto pela comissão de Constituição e também pela justiça constituinte. Umas dessas duas emendas foi aprovada, a que se referia à criação do Conselho Nacional de Economia. A segunda emenda, que foi negada, tratava de associar o empregado e sua respectiva empresa onde o mesmo trabalhava.
Faraco foi um dos membros, no ano de 1957, no governo que na época era presidido por Juscelino Kubitschek, de uma delegação do Brasil que foi para uma reunião a ser realizada na cidade de Genebra, Suiça. A reunião fazia parte de um acordo geral de Tarifas e Comércio.
Após cinco anos, em 1962, quando o país era comandado pelo presidente João Goulart, Faraco foi por mais uma vez escolhido para ser o deputado federal do estado do Rio Grande do Sul. Apenas alguns meses depois, ele deixou esse cargo para tomar posse em uma secretaria de governo, no mesmo estado onde era deputado. Faraco permaneceu nessa função até 1964.
Dois anos depois, em 1964,devido a um movimento-político que ocorreu na época e fez com que o até então presidente João Goulart saísse do poder e quem assumiu seu posto de presidente foi Marechal Humberto de Alencar Castelo Branco. Esse evento ocorreu dia 31 de março, justamente no mesmo dia em que Faraco, escolhido pelo novo presidente, assumiu então a pasta da Industria e Comércio. Com isso, Faraco ficou novamente longe da Câmara.
Já nesse novo cargo de ministro, Faraco, a pedido do presidente passou a integrar uma comissão que era formada para tentar corrigir uma série de problemas no setor minerador. Essa comissão resolveu começar a utilizar ainda mais esse setor, a partir de uma série de conhecimentos sobre subsolos. Outra decisão importante dessa comissão foi aprovar um projeto de larga escala referente à mineradores privados.
Em dezembro do mesmo ano, Faraco participou de uma reunião organizada pelo Conselho de Segurança Nacional, onde foi aprovado decreto preparado pelo presidente, que tinha como tema o setor minerador. Aproveitando esta reunião, Faraco fez questão de lembrar aos participantes de que havia necessidade de ampliar as exportações.
No ano de 1965, um assunto diferente veio à tona na política do país, no caso, o café. Com isso, Faraco começou a fazer parte de uma junta organizada, que visava debater sobre o assunto e tomar medidas cabíveis, a partir do tema "café", com os objetivos que tinha o governo do presidente. No decorrer deste ano, o presidente Castelo Branco decidiu não aceitar que o valor do café fosse fixado pela então junta de que Faraco fazia parte. Devido à isso, o ministro levou até o presidente um documento no qual constava que o embarque do café passaria a ser de responsabilidade do governo.
Castelo branco tinha como objetivo que o preço do café fosse estabilizado. Para isso, a alternativa que ele buscou foi tentar essa estabilização por meio do Convênio Internacional do Café, porém, esse convênio estava impedido de funcionar já que suas medidas complementares não foram aprovadas pelo congresso dos Estados Unidos. Faraco enxergava que o convênio seria bom para ambos os países, uma vez que o país ficava limitado a quotas que eram estabelecidas e valiam para o ano todo. Na opinião de Faraco, se o Brasil deixasse esse convênio, correria o risco de perder milhões de dólares.
No mesmo ano de 1965, foi chefe de uma comissão do governo, enviada para um concílio do Vaticano, participando do encerramento desse concílio. Após isso, Faraco voltou ao Brasil e entre os anos de 1965 e 1966 participou, como membro, do Conselho Monetário Nacional. Neste meio tempo, enquanto ainda era membro, Faraco colocou como objetivo tentar se eleger à Câmara Federal. Para isso, ele teve que sair do cargo que detinha no Ministério da Indústria e do Comércio
Em 1966, Faraco retornou à  Câmara, onde tomou posse do seu mandato em novembro. Ele, mais uma vez, se tornou deputado federal pelo estado do Rio Grande do Sul. Essa volta de Faraco para a Câmara se deu porque no ano anterior alguns partidos políticos deixaram de existir, e mais à frente se iniciou no país o bipartidarismo. Alguns anos depois, em 1974, Faraco tentou se reeleger no seu cargo, porém não obteve êxito. Mas, no ano seguinte, em 1975, foram abertas vagas na Câmara Federal, devido a nomeação de dois deputados para secretarias do estado do Rio Grande do Sul. Eram eles Nelson Marchezan e Paulo Nunes, e assim, Faraco foi parar mais uma vez na Câmara.
Foi ministro da Indústria e do Comércio do Brasil no governo Castelo Branco, de 15 de abril de 1964 a 13 de janeiro de 1966.
Foi sepultado no Cemitério Jardim da Paz de Florianópolis.